# Pfarrkirche Thaya

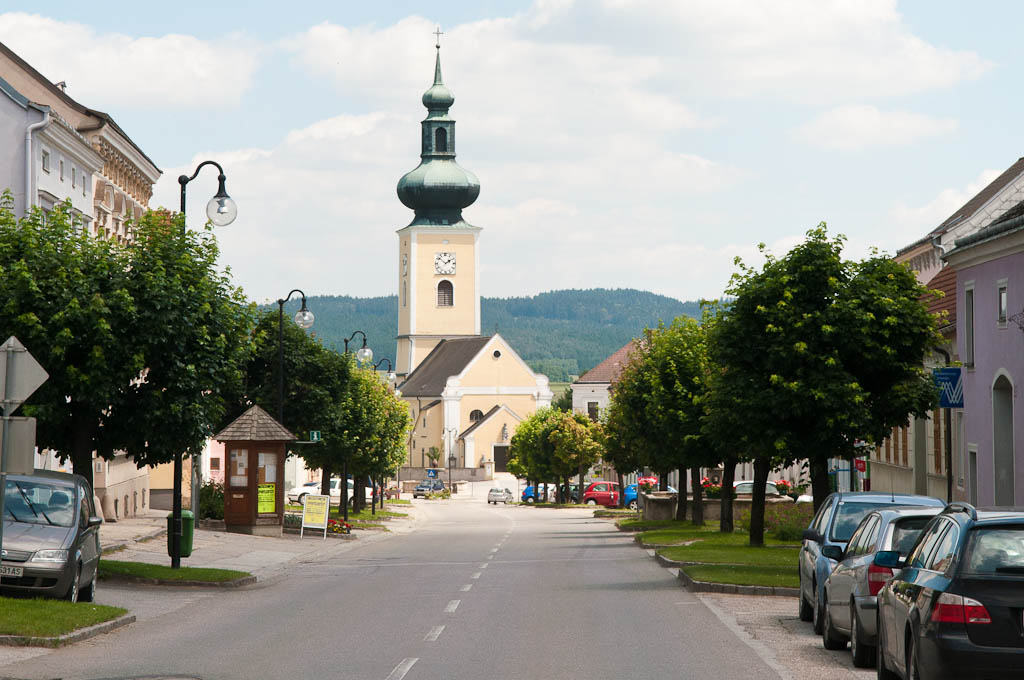
Katholische Pfarrkirche Hll. Petrus und Paulus in Thaya

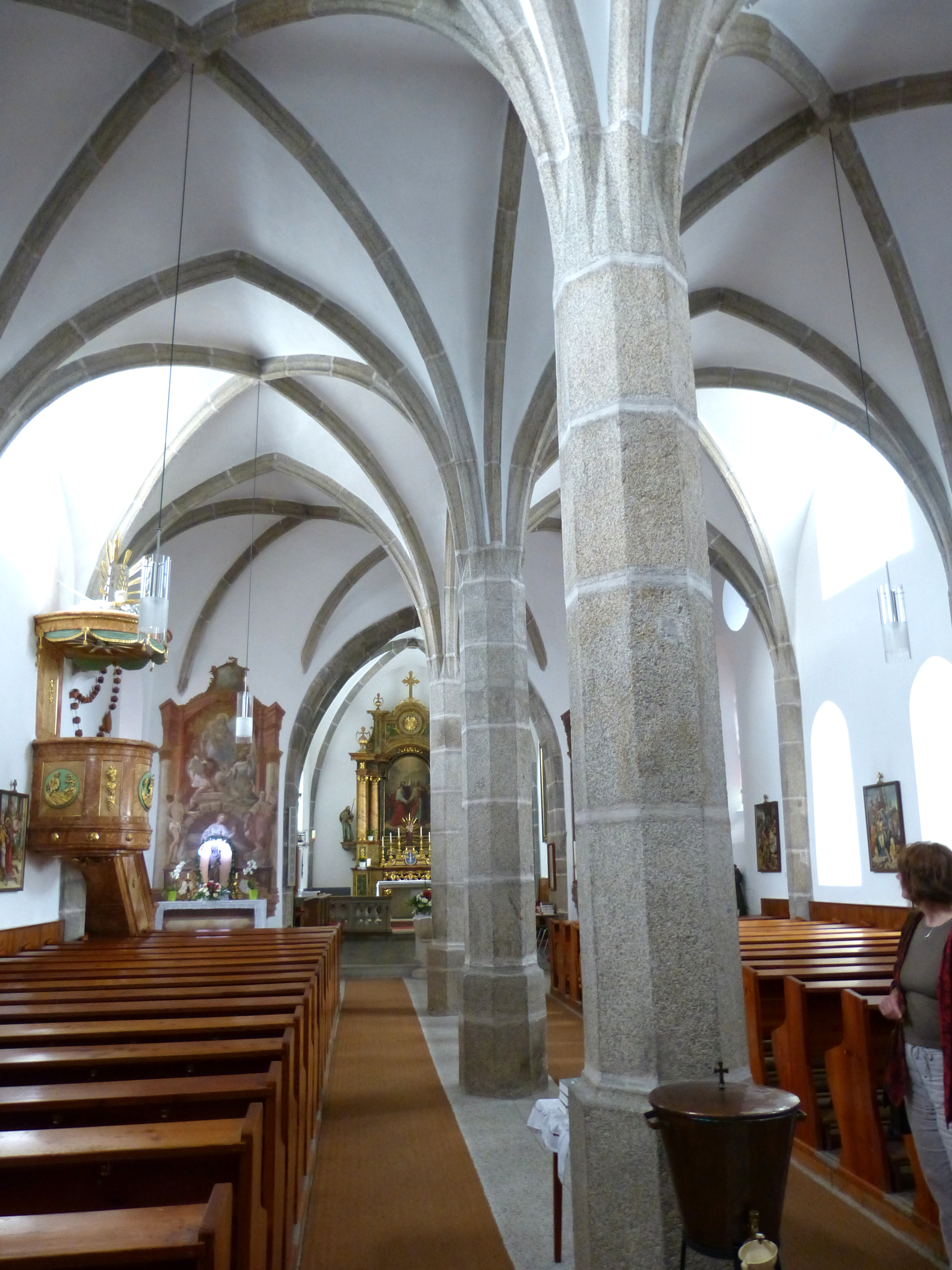
Langhaus, Blick zum Chor

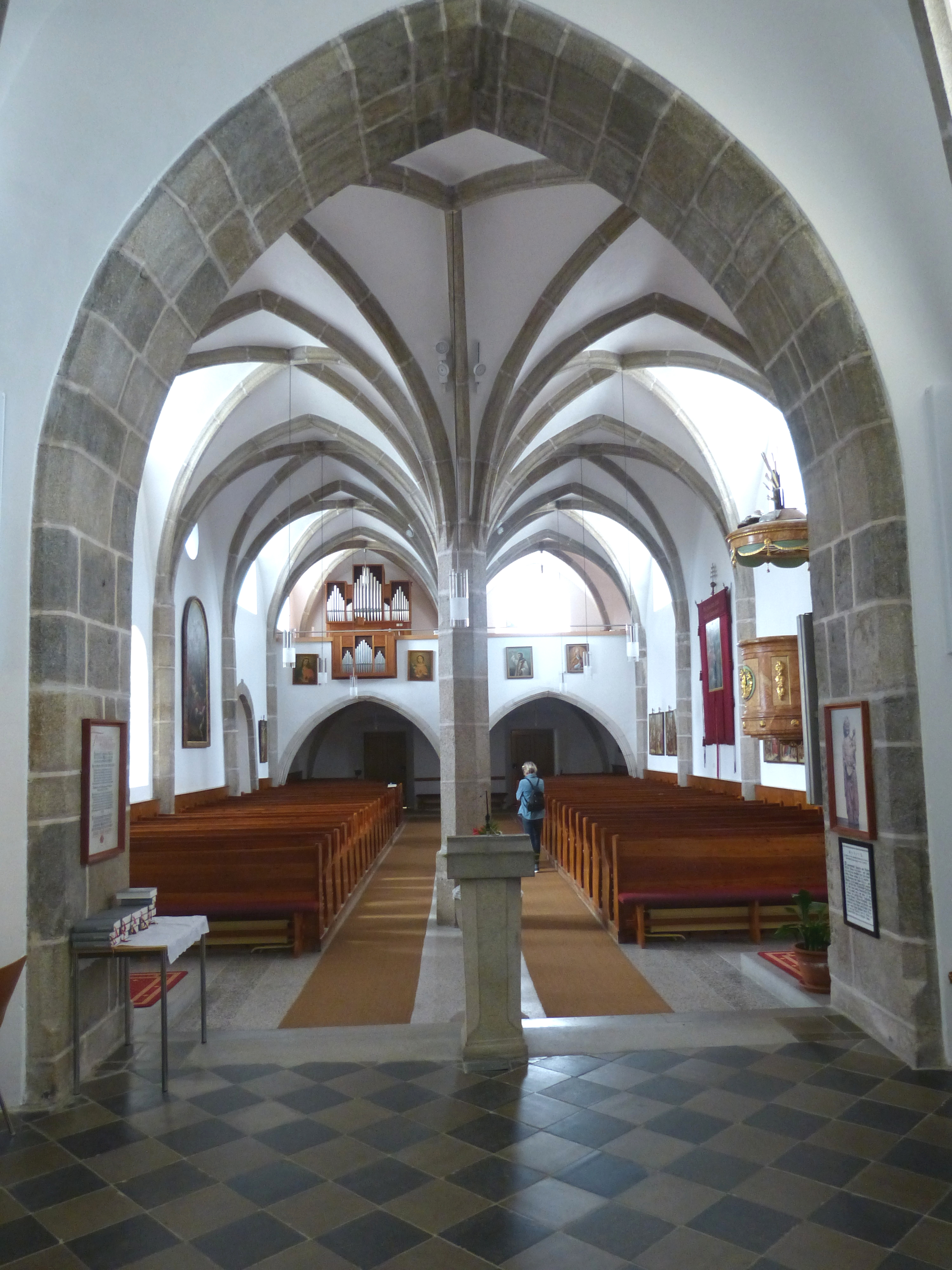
Chor, Blick zur Empore im Langhaus

Die römisch-katholische Pfarrkirche Thaya steht im Osten des Straßenplatzes auf einer Geländestufe in der Ortschaft der Marktgemeinde Thaya im Bezirk Waidhofen an der Thaya in Niederösterreich. Die dem Patrozinium der Heiligen Peter und Paul unterstellte Pfarrkirche gehört zum Dekanat Waidhofen an der Thaya in der Diözese St. Pölten. Die Kirche steht unter Denkmalschutz (Listeneintrag).

## Geschichte
Die im Kern romanische Chorturmkirche mit einem massiven wehrhaften Turm entstand im 12. Jahrhundert und wurde in weiterer Folge gotisch verändert. Erneuerungen erfolgten nach Zerstörungen im 15. Jahrhundert und nach 1619. Nach einem Brand 1718 erfolgte eine Wiederherstellung durch den Maurermeister Matthias Fölser. 1749/1750 waren weitere Bauarbeiten nötig. 1851 und 1892 bis 1897 wurden Renovierungen durchgeführt. Restaurierungen erfolgten 1956/1961 und 1973/1974.
Die Pfarre wurde im 12. Jahrhundert gegründet. Am 28. März 1283 schenkte Leutold von Kuenring mit seiner Familie die Rechte an der Kirche von Thaya dem Kloster Zwettl, allerdings ohne die Zustimmung von Graf Gebhard VII. von Hirschberg, von dem er die Belehnung erhalten hatte. Es folgte eine fast zehnjährige Auseinandersetzung zwischen den beiden Zisterzienserklöstern Zwettl (Waldviertel) und Aldersbach (Niederbayern) um das Patronat der Pfarrei Thaya, wobei die Kuenringer ihre Gründung Zwettl unterstützten und der Hirschberger Aldersbach. Am 12. Juni 1292 verzichtete schließlich Abt Ebro von Zwettl nach einem Schiedsrichterentscheid zugunsten von Aldersbach auf das Patronat. Abt Konrad von Aldersbach tauschte im Mai 1349 das Patronat an der Kirche von Thaya mit dem Bischof Gottfried II. von Passau gegen die näher gelegene Pfarrei Schönau bei Eggenfelden (Niederbayern).

## Architektur
Das Kirchenäußere zeigt eine schmucklose, barock veränderte Westfront mit Giebelvolutenanläufen und eine erneuerte Vorhalle. Das schlichte, im Kern romanische Langhaus hat Rundbogenfenster, zwei gotische Kreisfenster und frühbarocke Halbkreisfenster in der Höhe des gotischen Gewölbes. Über einem gotischen Spitzbogenportal mit Gewände an der Nordseite des Langhauses ist ein hochgelegenes romanisches Rundbogenfenster freigelegt. Im Süden steht ein kleiner Anbau einer Ölbergkapelle aus der Zeit um 1900. Der gotische Rechteckchor mit barocken Rundbogenfenstern ist durch ein barockes Abschlussgesims mit dem Langhaus verbunden; seitlich wurden 1750 barocke Mauerverstärkungen wegen des Turms vorgelegt. Über dem östlichen Chorjoch steht der 1718 erneuerte und erhöhte Turm mit rundbogigen Schallfenstern und einem erneuerten Zwiebelhelm von 1961. Am westlichen Chorjoch steht südlich die Johannes-Nepomuk-Kapelle aus dem Jahr 1749/1750 mit einer Apsis und Rundbogenfenstern. Der nördliche Sakristeianbau entstand 1959.
Das Kircheninnere ist im Kern ein romanisches Langhaus, ursprünglich unter einer Flachdecke, über dem Gewölbe romanisch erhalten, die Rundbogenfenster zeigen eine gemalte gotische Rankeneinfassung aus der Zeit um 1400, das Langhaus ist mittlerweile eine zweischiffige fünfjochige spätgotische Hallenkirche mit einem Kreuzrippengewölbe auf Achtseitpfeilern und polygonalen Wandvorlagen, es gibt Schlusssteine in den Mitteljochen, vor dem spitzbogigen abgefasten Triumphbogen gabelt sich die Scheidrippe auf, und die Diagonalrippen sind im Joch vor dem Triumphbogen unvollständig. Die Orgelempore um 1500 ist kreuzrippenunterwölbt, das Gewölbe ruht auf einem tordierten Säulenstumpf, zum Langhaus gibt es gedrückte und gekehlte Arkaden mit kielbogenartigen Einsprüngen, südlich befinden sich Doppelwappenschilde.
Der Rechteckchor aus dem frühen 14. Jahrhundert hat ein Kreuzrippengewölbe und eine Gurtrippe auf nahtlos in teils gebündelten Diensten und skulpturierte Schlusssteine. Es gibt eine spitzbogige Sakramentsnische und eine eisenbeschlagene Sakristeitür. Die barocke Kommunionbank mit Balustern aus Granit entstand im 18. Jahrhundert. Im ersten Chorjoch befindet sich südseitig eine hohe Rundbogenöffnung zur Johannes-Nepomuk-Kapelle um 1750, die Kapelle ist durch eine vorschwingende Empore zweigeteilt und dem ovalen Kapellenraum angepasst, die Kapelle hat ein Platzlgewölbe auf schrägen Eckstützen mit Rundbogennischen mit kleinen Scheintreppen von ursprünglichen Figurenszenen.
Die Glasmalereien aus 1896 im Langhaus und in der Sakristei zeigen Mariä Vermählung, Krönung von Karl dem Großen, Opferung Isaaks, Kreuzannagelung und den hl. Leopold.

## Einrichtung
Der Hochaltar aus marmoriertem Holz mit einem Hauptgeschoß mit Doppelsäulen entstand um 1765/1770 und war bis 1965 freistehend. Das Altarblatt zeigt den Abschied der Heiligen Peter und Paul voneinander, die sich nicht nur Lebewohl sagen, sondern sich vor ihrem Märtyrertod auch von der Welt verabschieden. Gemalt hat es Johann Höfel 1831. Die Seitenfiguren stellen die Heiligen Joachim und Anna dar. Sie entstanden in der Zeit um 1770 stammen vom ehemaligen Altarauszug, der neue Aufsatz ist von 1893. Ein neobarockes Schnitzantependium von 1965 befindet sich an der Stelle der ehemaligen Mensa. Die Figuren der Heiligen Peter und Paul standen ehemals auf Opfergangsportalen.
Die Kreuzwegbilder von 1889 wurden aus der Pfarrkirche Unken in Salzburg hierher übertragen.
Die Orgel baute Orgelbau Krenn 1975. Eine Glocke nennt Johann Baptist Dival 1722. Eine Glocke nennt Ferdinand Vötterlechner 1746.

## Grabdenkmäler
Außen
- Gotische Grabplatte zu Weichard von Weißenbach um 1350.

Innen
- Priestergrabsteine aus dem 18. Jahrhundert.